# Лама Кончог
Геше Лама Кончог (1917—2001) — буддийский мастер школы Гелугпа, занимавшийся практикой Шести йог Наропы — разжигания внутреннего огня. XIV далай-лама признал Кончога махасиддхой.
Кончог провел 26 лет в изолированном горном убежище, ища просветления. Начиная с 1985 года он обитал в Копанском монастыре в Катманду. Он также путешествовал по миру и преподавал.
Кончог умер в возрасте 84 лет в 2001 году. Тензин Пунцок Ринпоче (Пунцок Ринпоче) был признан Далай-ламой реинкарнацией Кончога. Похоронные обряды Кончога и поиски его последующего перевоплощения его близким учеником Тензином Зопа задокументированы в фильме 2008 года «Избранный».